# Koppenkarstein
Koppenkarstein je hora v masivu Dachstein v severních vápencových Alpách. Nachází se v Rakousku na pomezí Štýrska a Horních Rakous, asi 3 km východně od vrcholu Hoher Dachstein. Masív Koppenkarsteinu, který se tyčí nad Schladmingským ledovcem (Schladminger Gletscher), má dva vrcholy - Großer Koppenkarstein (2863 m n. m.) a západněji položený Kleiner Koppenkarstein (2820 m n. m.).

## Přístup
Prvovýstup podnikli 20. srpna 1873 Arthur Simony a Josef Zauner z Hallstattu.
Na vrchol lze vystoupit od chaty Austriahütte (1638 m) nebo Simonyhütte (2205 m).